# Condado de Traverse
O Condado de Traverse é um dos 87 condados do estado americano de Minnesota. A sede do condado é Wheaton, e sua maior cidade é Wheaton. O condado possui uma área de 1 518 km² (dos quais 31 km² estão cobertos por água), uma população de 4 134 habitantes, e uma densidade populacional de 3 hab/km² (segundo o censo nacional de 2000). O condado foi fundado em 20 de fevereiro de 1862.